# Cynoscion nortoni
Cynoscion nortoni és una espècie de peix de la família dels esciènids i de l'ordre dels perciformes.

## Morfologia
- Els mascles poden assolir 40 cm de longitud total.
- Nombre de vèrtebres: 25.[4][5]

## Hàbitat
És un peix marí, de clima tropical i bentopelàgic que viu entre 100-200 m de fondària.

## Distribució geogràfica
Es troba al Pacífic sud-oriental: l'Equador.

## Observacions
És inofensiu per als humans.